# ナンゴクウラシマソウ
ナンゴクウラシマソウ（南国浦島草、学名:Arisaema thunbergii）は、サトイモ科テンナンショウ属の多年草。
ウラシマソウ（浦島草、A. thunbergii subsp. urashima）の分類上の基本種。ウラシマソウと比べ、球茎の子球がやや少なく、花序付属体下部が黄白色に肥大化し、細かい襞が多い。小型の株は雄花序をつけ、同一のものが大型になると雌花序または両性花序をつける雌雄偽異株で、雄株から雌株に完全に性転換する。

## 特徴
地下の球茎は扁球形になり、その上部から根をだす。球茎の縁に子球をつける。植物体の高さは30-60cmになる。偽茎部はごく短く、膜状の鞘状葉に囲まれ、葉柄ははるかに長い。葉はふつう1個、葉身は鳥足状に分裂し、小葉は11-17個になり、広線形から披針形で、両端は狭まる。中央の小葉が最も大きく、長さ8-23cmになる。葉の表面は濃緑色で光沢があり、しばしば葉の中脈に沿って白色の模様がでる。発芽1年目の葉は地下性の鞘状葉で地上にでず、2年目に普通葉として地上にでる。
花期は3-5月。葉と花序が地上に伸びてほぼ同時に展開する。花序柄は短く、花序は地上近くに立って展開する。仏炎苞は紫褐色で内面に白色の模様がでる。仏炎苞筒部は太い筒状で上側に向かってやや開いて半球状に盛り上がり、仏炎苞口辺部はややくびれてから開出する。仏炎苞舷部は三角状広卵形で、舷部先端が細く狭まる。花序付属体は下部に柄がなく、仏炎苞口辺部付近に位置する基部が黄白色に肥大して仏炎苞に沿って前方に曲がり、細かい襞が密生する。花序付属体の先端は次第に細く長く糸状に伸び、仏炎苞外にでて立ち上がり、その先は垂れ下がる。花序付属体の長さは30cmほどになる。1つの子房に5-7個の胚珠がある。果実は秋遅くに赤く熟す。染色体数は2n=28。

## 分布と生育環境
日本では、本州の近畿地方・中国地方、四国、九州に分布し、山地の林下、林縁に生育する。日本以外では、朝鮮半島南部の島嶼部に分布する。

## 名前の由来
和名ナンゴクウラシマソウは、「南国浦島草」の意。和名 Nangoku-urashimasô は、植物学者の原寛 (1935) が付けた。なお、「浦島草」は、花序付属体の先端が糸状に長く伸びたようすを浦島太郎が釣り糸を垂らしているものに見立てたものである。「ウラシマサウ」は古くからある名前で、1856年（安政3年）に出版された飯沼慾斎の『草木図説』前編20巻中第19巻に記載されており、花序付属体の長さが同属のマイヅルテンナンショウ A. heterophyllum の長さの2倍あり、「是釣糸ノ看アル処也」とある。
種小名（種形容語）thunbergii は、スウェーデンの植物学者、カール・ツンベルクへの献名。

## 種の保全状況評価
国（環境省）のレッドデータブック、レッドリストでの選定はない。都道府県のレッドデータ、レッドリストの選定状況は次の通りとなっている。三重県-情報不足(DD)、大阪府-絶滅危惧I類、兵庫県-Bランク、和歌山県-絶滅危惧II類(VU)、鳥取県-絶滅危惧I類(CR+EN)、徳島県-準絶滅危惧(NT)、香川県-絶滅危惧I類(CR+EN)、愛媛県-準絶滅危惧(NT)、高知県-絶滅危惧II類(VU)、大分県-準絶滅危惧(NT)、鹿児島県-分布特性上重要な種。

## 下位分類
- ウラシマソウ Arisaema thunbergii Blume subsp. urashima (H.Hara) H.Ohashi et J.Murata (1980)[11] - 日本固有種[12]。北海道南部、本州、四国東北部、九州北部に分布し、平地から低山地の原野、林縁、林中に生育する亜種。花序付属体は全体に平滑で、仏炎苞口辺部付近に位置する部分が黄白色に肥大することなく、おおむね紫褐色である。花序付属体の長さは60cmになる[13][14]。
- タイワンウラシマソウ Arisaema thunbergii Blume subsp. autumnale J.C.Wang, J.Murata et H.Ohashi (1996)[15] - 台湾特産の亜種で、自然界では、夏は地上部がなく、秋に地上部が出て開花し、翌春まで地上部が生き残る。ナンゴクウラシマソウやウラシマソウと比べ、雄雌間での形態差が大きく、仏炎苞筒部の縦の白い筋が著しい[13]。

## ナンゴクウラシマソウの花序付属体に産卵するキノコバエの存在
ナンゴクウラシマソウを含むテンナンショウ属植物は、花粉の送粉者である小昆虫を花序付属体が発する匂いによって引き寄せ、仏炎苞内に入り込ませる。雄株では仏炎苞内の花序付属体下部にある雄花の雄蕊の花粉を送粉者の身体中に付着させてから仏炎苞下部にある隙間から逃げ出させ、その花粉まみれの送粉者が雌株に入ったら、雌株には雄株にある仏炎苞下部の隙間がないことから、花序付属体下部にある雌花の雌蕊が充分に受粉した後も、その送粉者は仏炎苞から抜け出ることができず、仏炎苞内で死んでしまうとされてきた。テンナンショウ属植物の雌株の仏炎苞内には小昆虫の死骸がよくある。神戸大学の末次健司教授らの研究グループは、2024年2月、ナンゴクウラシマソウの送粉者であるキノコバエが仏炎苞上部から抜け出し、併せて花序付属体に産卵し、ナンゴクウラシマソウの腐った花序付属体を孵化した幼虫が餌としている研究成果を発表した。このキノコバエは、イシタニエナガキノコバエ。この研究成果は、「『テンナンショウの送粉者は何の利益も得ず搾取されている』とする植物学の常識を覆す発見である」としている。

## ギャラリー

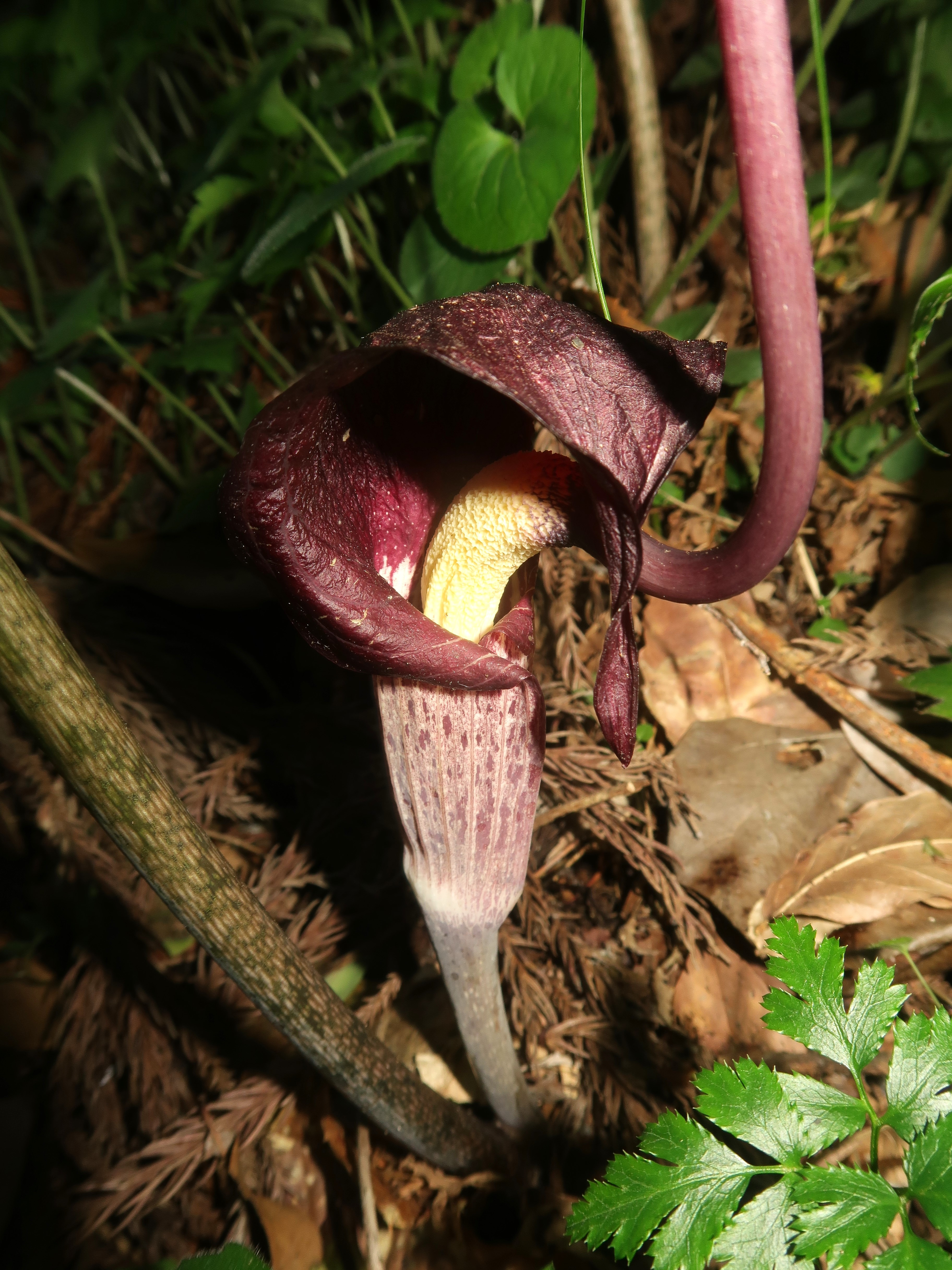
仏炎苞は紫褐色で内面に白色の模様がでる。仏炎苞筒部は太い筒状で上側に向かってやや開いて半球状に盛り上がる。
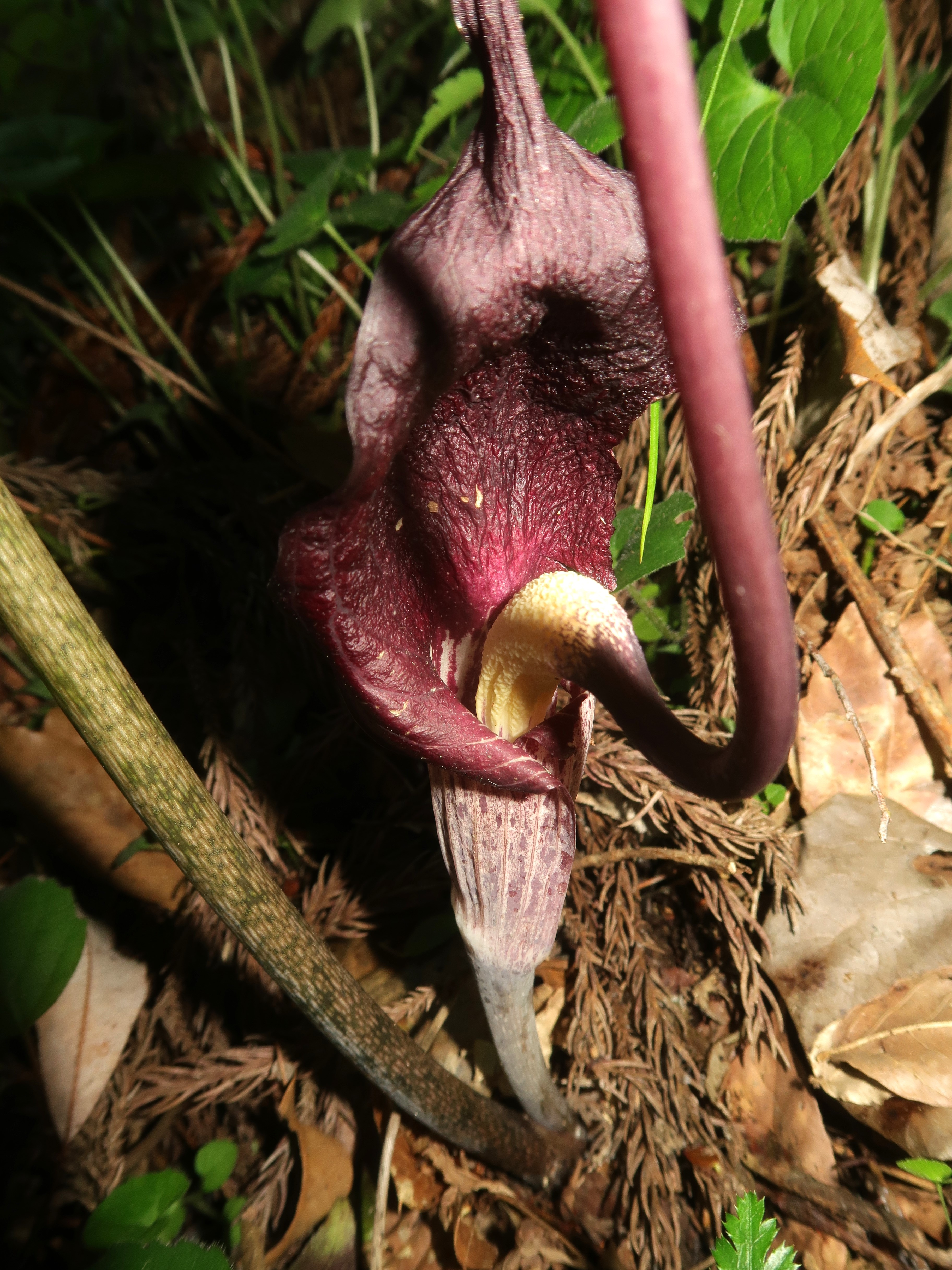
仏炎苞口辺部はややくびれてから開出する。仏炎苞舷部は三角状広卵形で、舷部先端が細く狭まる。舷部先端をつまんで撮影。
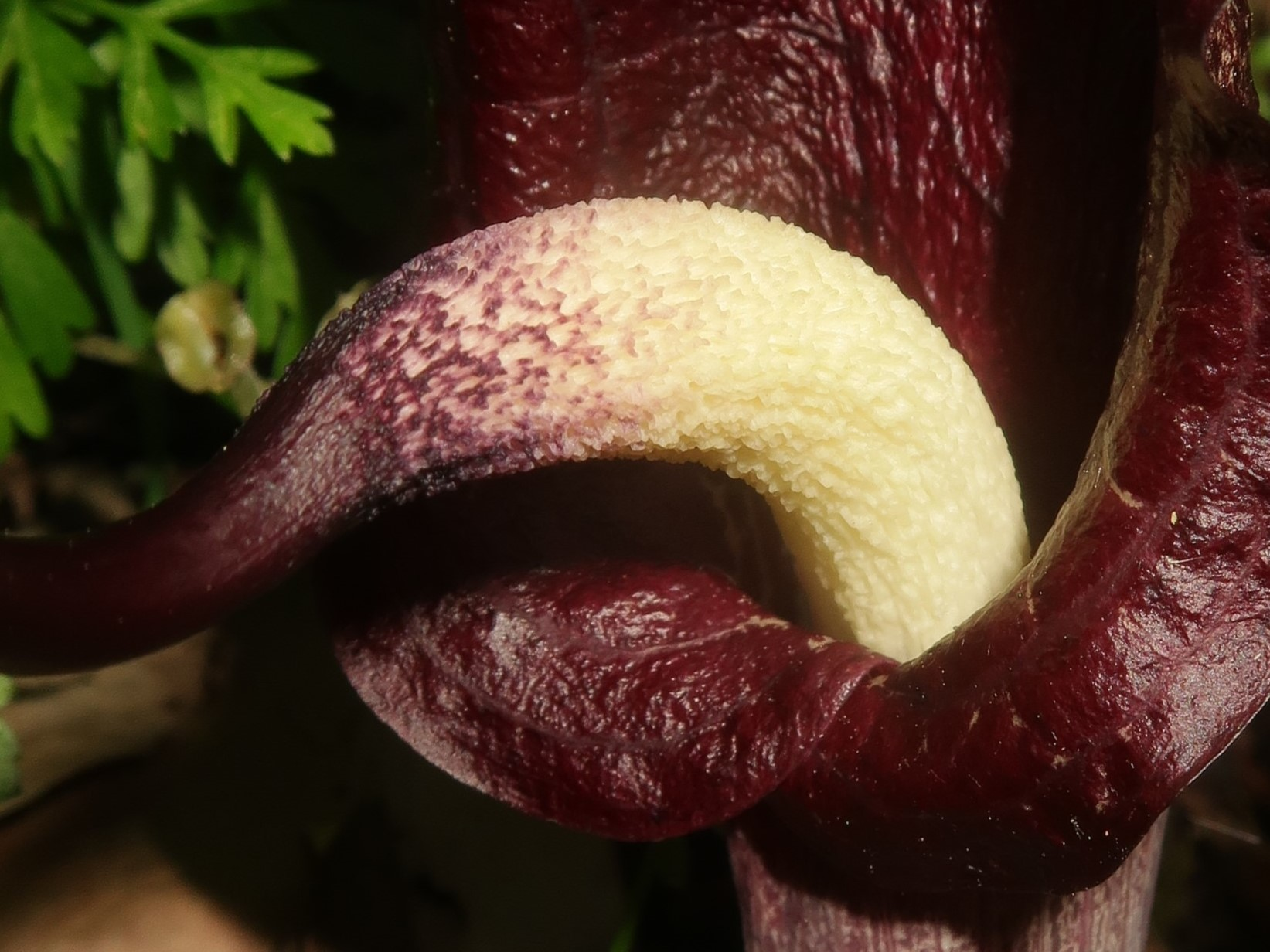
花序付属体の膨らんだ部分。細かい襞が密生する。キノコの襞に擬態し、送粉者のキノコバエを誘引するのに役立つと考えられるという[5]。
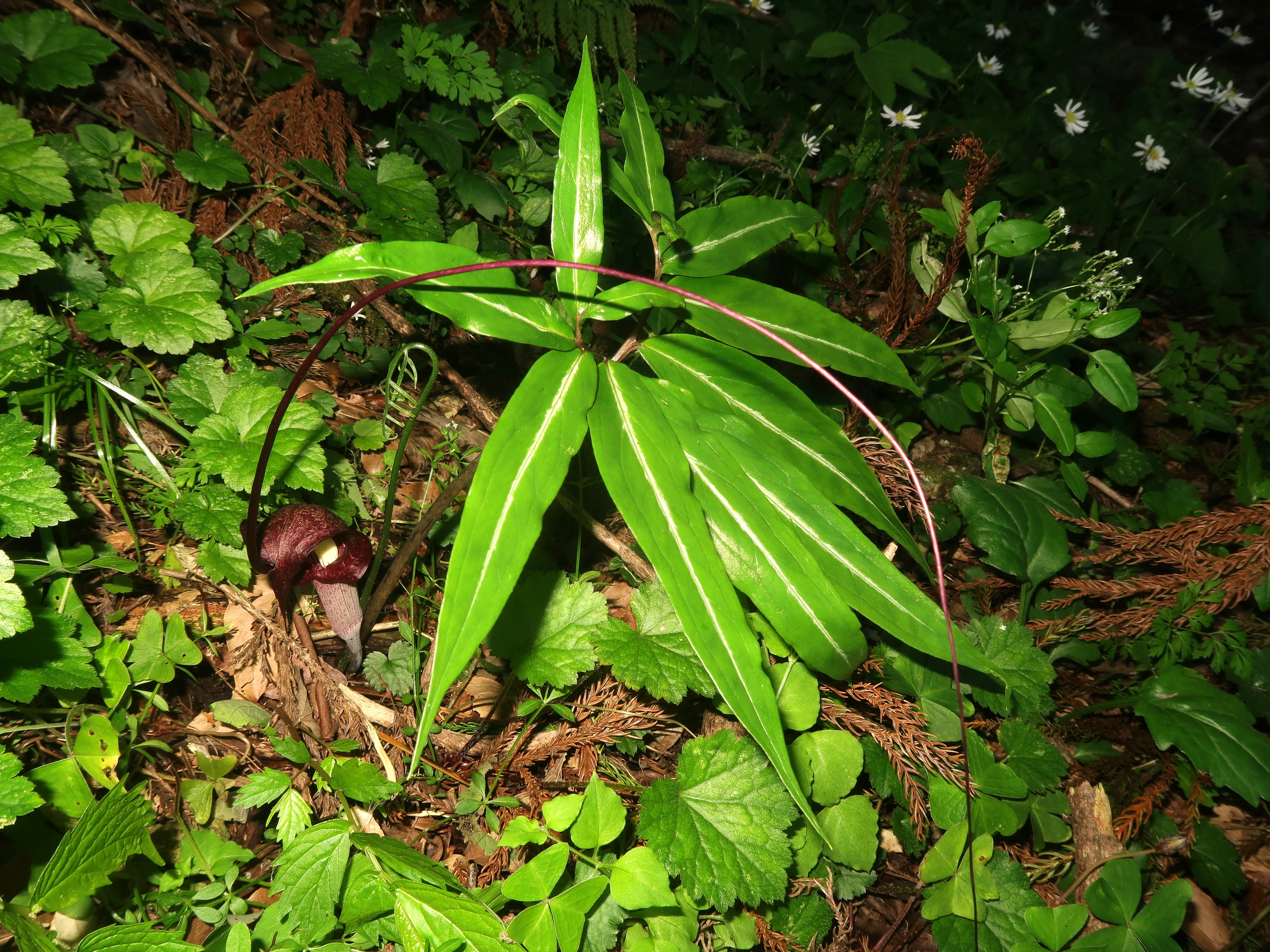
花序付属体の先端は細く糸状に伸び、仏炎苞外にでて立ち上がり、その先は垂れ下がる。花序付属体の長さは30cmほどになる。
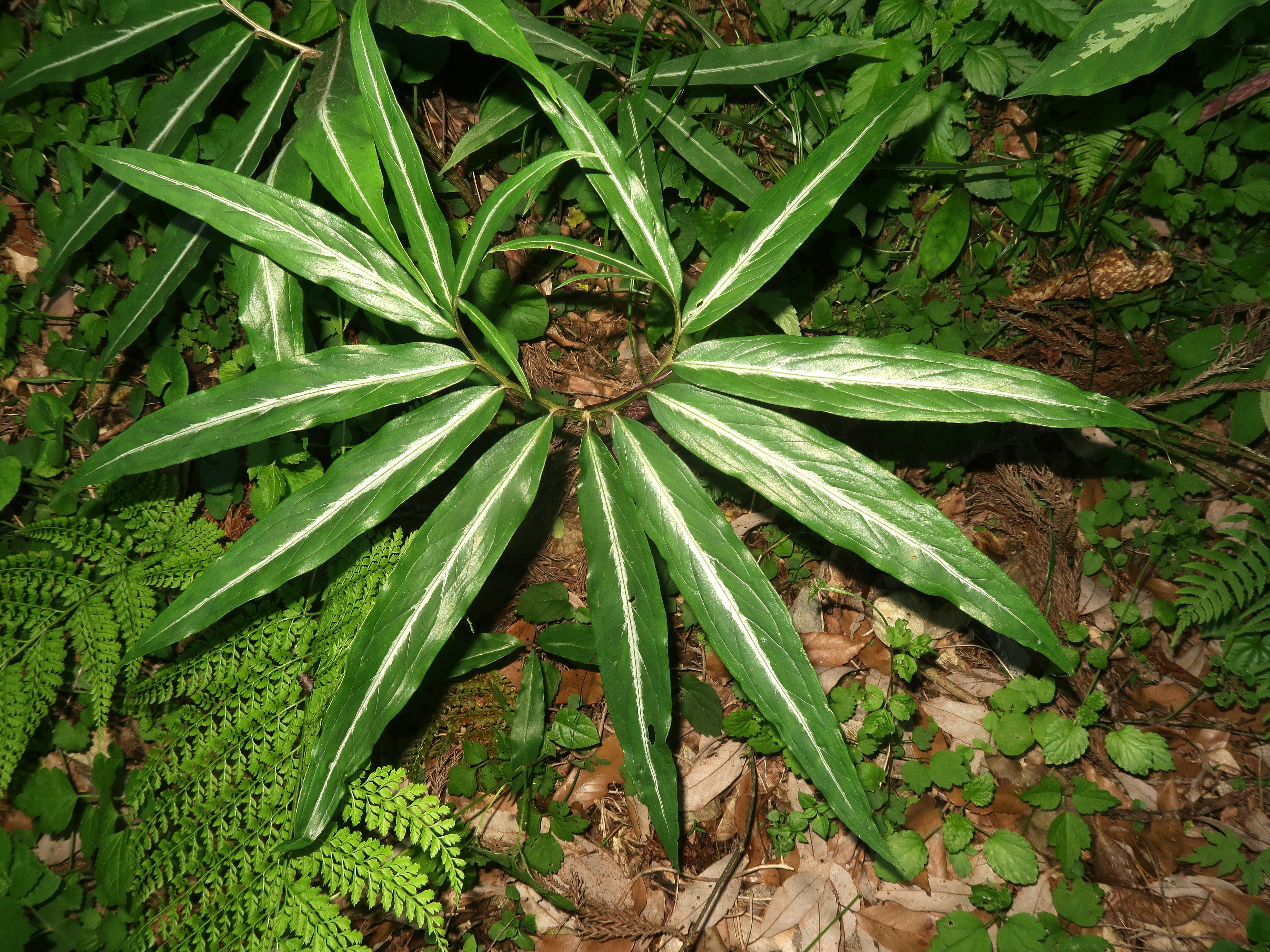
葉はふつう1個、葉身は鳥足状に分裂し、小葉は11-17個になり、広線形から披針形で、両端は狭まる。葉の表面は濃緑色で光沢があり、しばしば葉の中脈に沿って白色の模様がでる。